# Кренгельданц (посёлок)
Посёлок Кренгельданц (нем. Gartenstadt Crengeldanz) — бывшее фабричное поселение в вестфальском городе Виттен, построенное в 1913—1914 годах при депо Вестфальской трамвайной линии и состоявшее из 38 фахверковых домов в бергском стиле. Крупные сады и небольшая местная площадь придавали поселению деревенский характер — характер «города-сада», свойственный рабочим посёлкам, проектировавшимся и строившимся в начале XX века. Сегодня комплекс зданий является памятником архитектуры.

## История и описание
Компания, управлявшая вестфальским трамваем, намеревалась заключить контракт с районом Кренгельданц на постройку жилья, в котором она стала бы селить свой персонал, работавший в трамвайном депо Виттен-Кренгельданц. Поскольку сотрудники трамвая начинали работать до начала работы общественного транспорта, а заканчивали — после, они не могли добираться до работы иначе как пешком или на велосипеде. В январе 1913 года компания официально обратилась к городу Виттен с просьбой построить рабочий посёлок недалеко от станции Кренгельданц.
14 мая 1913 года Вестфальский трамвай и город Виттен совместно основали компанию «Gartenstadt Crengeldanz GmbH». Город приобрел землю, включая часть территории стекольного завода «Glasfabrik Müllensiefen», принадлежавший семье Дёнгоф — и предоставил участок по себестоимости. Финансирование поселения, предполагавшего 75 квартир, взяла на себя «Вестфальская ассоциация содействия развитию жилищного строительства». Строительный отдел городского строительного управления Виттена был выбран ответственным за планирование и исполнение — за общее планирование, составление проектов отдельных домов и непосредственное управление строительством ответственным был назначен архитектор по фамилии Банц, работавший в отделе строительства городской администрации.
После того как 1 сентября 1913 года было выдано разрешение на строительство, потребовалось чуть менее пяти месяцев на согласование проектов домов. Все 73 квартиры имели сад площадью около 120 м² и сарай для разведения мелких животных. За одним исключением, все первые арендаторы были сотрудниками Вестфальского трамвая. После того, как 12 декабря 1932 года Вестфальский трамвай объявил о своём банкротстве, компания «Gartenstadt Crengeldanz GmbH» также была закрыта — это произошло 27 июня 1934 года. Квартиры перешли в собственность компании «Siedlungsgesellschaft Witten mbH», после чего — в 1939 году — они перешли жилищному кооперативу «Wohnungsgenossenschaft Witten-Süd». Таким образом, получение квартиры в Кренгельданце более не было связано с работой в трамвайном депо.
Во время Второй мировой войны некоторые здания Кренгельданца были повреждены в результате бомбардировок местного стекольного завода (сегодня — часть «Pilkington Group Limited»), но ни одно из них не было полностью разрушено. Даже 14-часовой воздушный налет на завод, проходивший 14 марта 1945 года, не привел к серьезному повреждению посёлка: фахверковые дома могли противостоять ударным волнам лучше, чем каменные постройки. После мировой войны началось медленно восстановление посёлка.
Из-за последовавшего в 1950-е годы распространения автомобильного транспорта, 1 июля 1969 года было закрыто трамвайное депо Виттен-Кренгельданц; в 1979 году только два работника общественного транспорта проживали в посёлке. С 24 ноября 1989 года «город-сад Кренгельданц» является памятником архитектуры, хотя он и не является типичным примером реализации подобных концепций в начале XX века: на его территории нет коммунальной (общественной) собственности, поскольку он был слишком мал для размещения подобных объектов.